# Dyschoriste gracilis
Dyschoriste gracilis är en akantusväxtart som beskrevs av Carl Ernst Otto Kuntze. Dyschoriste gracilis ingår i släktet Dyschoriste och familjen akantusväxter. Inga underarter finns listade i Catalogue of Life.